# Barnaby Fitzpatrick (5e baron d'Upper Ossory)
Pour les articles homonymes, voir Barnaby Fitzpatrick.
 Barnaby Fitzpatrick, 5e baron d'Upper Ossory (mort vers 1638/1641) (en irlandais Brian Mac Giolla Phádraig), issu de la lignée des Mac Giolla Phádraig, est le fils et héritier de Teige Fitzpatrick (4e baron d'Upper Ossory), né de son épouse  Joan Butler.

## Biographie
Barnaby hérite de la Baronnie d'Upper Ossory en décembre 1627, de son père, ce dernier est l'arrière petit-fils de Barnaby Fitzpatrick (1er baron d'Upper Ossory) et le descendant de la lignée des anciens rois d'Osraige. Sa mère Joan Butler, était la fille de de Sir Edmund Butler, un fils du 9e comte d'Ormond James Butler. Le 14 juillet 1634, il reçoit un siège au Parlement d'Irlande. Il épouse Margaret Butler, fille ainée de Walter Butler 11e comte d'Ormond. Il meurt encore jeune peu avant le 16 mars 1639/1640, selon  William Carrigan ou en 1641 selon d'autres sources. Sa veuve se retire au Château de Water Castel et prend part à la révolte de 1641,.

## Union et postérité
De son union avec Margaret Butler, il laisse trois fils
- Brian, ou  Barnaby Fitzpatrick (6e baron d'Upper Ossory), son successeur.
- Edward ou Edmund  Fitzpatrick
- James Fitzpatrick

## Sources
- Stokvis, Anthony Marinus Hendrik Johan, préface de H. F. Wijnman, Manuel d'histoire, de généalogie et de chronologie de tous les États du globe, depuis les temps les plus reculés jusqu'à nos jours, Israël, 1966, p. 272 Table n°28a Généalogie des rois d'Ossory I & Table n°28b Généalogie des rois d'Ossory II et des seigneurs de Haut-Ossory.
- (en) Shearman, J. F. Loca Patriciana: Part XII. The Early Kings of Ossory: The Seven Kings of Cashel Usurpers in Ossory: The Kings of the Silmaelodra-Of the Clan Maelaithgen - Maelduin Mac Cumiscagh-Cearbhall Mac Dungal: The Anglo-Norman Invasion of Ossory, &c., &c. Martin the Elder, a Patrician Missionary in Ossory: His Churches. The Journal of the Royal Historical and Archaeological Association of Ireland, vol. 4, no. 33/34, 1878, pp. 336–408. JSTOR, www.jstor.org/stable/25506726. Consulté le 13 janvier 2021.